# Mexicaanse luchtmacht
De Mexicaanse luchtmacht (Spaans: Fuerza Aérea Mexicana) is de luchtarm van de Mexicaanse strijdkrachten, waar ze deel uitmaakt van de Mexicaanse landmacht.
De luchtmacht bezit 107 vliegtuigen en 71 helikopters. 11.770 militairen werken bij de Mexicaanse luchtmacht. De huidige opperbevelhebber is Gen. Manuel Víctor Estrada Ricardez. Onder de generaal staat de chef-staf. Daaronder staan weer vier generaals die aan het hoofd staan van de vier regio's waarin Mexico door de luchtmacht is verdeeld: Noordwest, Noordoost, Centraal en Zuidoost.
De luchtmacht werd opgericht op 5 februari 1915 door president Venustiano Carranza, en is daarmee een van de oudste ter wereld. Een jaar eerder werden er al vliegtuigen ingezet tijdens oorlogvoering van de Mexicaanse Revolutie. Dit gebeurde enkele maanden voor het uitbreken van de Eerste Wereldoorlog in Europa. In tegenstelling tot wat vaak beweerd wordt is dus niet de Eerste Wereldoorlog, maar de Mexicaanse Revolutie het eerste conflict geweest waarbij vliegtuigen werden ingezet.
De luchtmacht is slechts twee keer buiten Mexicaans grondgebied ingezet. De eerste keer was op de Filipijnen tijdens de Tweede Wereldoorlog, toen Eskader 201 aan de zijde van de geallieerden tegen Japan vocht. De tweede keer was in september 2005 in Louisiana, om hulp te bieden aan de slachtoffers van Orkaan Katrina.
In 2004 deed de Mexicaanse regering onderzoek naar opvallende lichtverschijnselen, waarvan sommigen vermoedden dat het om ufo's ging. Het bleek uiteindelijk om weerkaatsingen van lichten van boorplatforms te gaan.